# 古露镇
古露镇（藏語：ཀོ་ལུང་），是中华人民共和国西藏自治区那曲市色尼区下辖的一个乡镇级行政单位。

## 行政区划
古露镇下辖以下地区：
萨措村、那卡角村、当桑村、果科村、彭让村、俄玛村、拉玛村、幸仁村、格托村、木托村和曲荣多村。